# Когда сдают тормоза
«Когда сдают тормоза» (латыш. Kad bremzes netur) — советский остросюжетный фильм режиссёра Гунара Цилинского, снятый на Рижской киностудии в 1984 году по роману Гунара Цирулиса «Не спеши, дорогой».

## Сюжет
Милицейское начальство обеспокоено участившимися кражами автомобилей. Расследованием угонов поручено заняться капитану милиции Силиньшу. Его невеста и коллега по работе Айя Калныня едва не застигла угонщиков на месте преступления, но тем удалось бежать.
Преступники прячут машину недалеко от просёлочной дороги. Через некоторое время они становятся невольными свидетелями нападения неизвестного на молодую женщину, добиравшуюся в дачный посёлок по лесной дороге.
В угнанной машине по недоразумению оказался брат Айи — Юрис. Желая оправдаться перед сестрой, он возвращается в лесной посёлок и пытается найти ночного насильника. Самостоятельность подростка заканчивается его гибелью. Капитан Силиньш и сотрудники розыска делают всё возможное для розыска убийцы.

## В ролях
- Андрис Силавс — Юрис Вайварс
- Петерис Лиепиньш — Витолд
- Мартиньш Вилсонс — Силиньш
- Визма Озолиня — Айя Калныня
- Мирдза Мартинсоне — Лигита Гулбе
- Миервалдис Озолиньш — профессор Гулбис
- Андрис Берзиньш — Кирсис
- Каспарс Пуце — Лукс
- Гирт Яковлев — Штейнбергс
- Эдуард Павулс — Август Дрейманис
- Юрис Каминскис — майор милиции
- Таливалдис Аболиньш — спекулянт
- Эгонс Бесерис — дядя Юриса
- Илзе Ваздика — потерпевшая
- Улдис Ваздикс — милиционер
- Евгений Иванычев — эксперт
- Инара Слуцка — следователь
- Волдемар Шориньш — Леон

В эпизодах:
- Лига Лиепиня, Илга Званова, Астрида Гулбе, Инесса Саулите, Илзе Скушка

## Съёмочная группа
- Автор сценария и режиссёр-постановщик: Гунар Цилинский
- Оператор-постановщик: Гвидо Скулте
- Композитор: Иварс Вигнерс
- Художник-постановщик: Инара Антоне
- Режиссёр: Вия Озере
- Оператор: Иварс Хофманис
- Звукооператор: Игорь Яковлев
- Художник по костюмам: Иева Кундзиня
- Художник-гримёр: Расма Пранде
- Монтажёр: Зигрида Гейстарте
- Редакторы: А. Брокс, Н. Золотонос
- Консультанты: А. Вазнис, З. Скушка
- Директор: Лилия Лиепиня

## Технические данные
- Цветной
- 8 частей
- 2159,9 метра
- 79 минут
- Формат 35 мм.